# Cornelia Africana Major
Cornelia Africana Major (n. circa 201 î.Hr., d. necunoscut) a fost prima fiică a lui Aemilia Tertia și Scipio Africanul.
 Scipio Nasica Corculum a fost soțul ei și văr de gradul al doilea. Ea a avut un singur copil. Judecând după anul în care fiul ei,  Scipio Nasica Serapio, a devenit consul în 138 î.en, probabil, ea s-a căsătorit în jurul 184-183 î.Hr..
Cornelia Africana Major a avut trei frați. Ei au fost  Publius Cornelius Pf P.n. Scipio Africanul (fl. 174 î.Hr.), Lucius Cornelius Pf P.n. Scipio (fl. 174 î.Hr.) și  Africana Cornelia Minor (cca. 192-121 î.Hr.).